# Desmostylia
Los desmostilios (Desmostylia) son un orden extinto de mamíferos placentarios marinos que vivieron durante el Oligoceno y el Mioceno. La forma de la dentadura y el esqueleto sugieren que los demostilios eran de vida anfibia y herbívoros que dependían de los hábitat de litoral (costeros). Sus parientes vivos más cercanos son los proboscídios (elefantes) y los sirenios (manatíes). Estudios tanto isotópicos como morfométricos también han arrojado luz sobre su estilo de vida, ya que estos animales eran capaces de moverse en el agua como en tierra, con miembros que estaban más adaptados a caminar que a nadar; de una forma equivalente a los actuales hipopótamos. Los desmostilios por lo tanto retornaban con frecuencia a tierra; sin embargo estos obtenían sus alimentos en el agua, como lo muestran los datos isotópicos.
Los desmostilios alcanzaban 1,8 metros de longitud y se piensa que llegaban a pesar más de 200 kg. El género  Desmostylus fue descrito por primera vez por el paleontólogo estadounidense  Othniel Charles Marsh en 1888. Desmostylus deriva de las palabras griegas  δεσμος, desmos, que significa "unión" y  στυλος, stylos, que significa "columna".

## Clasificación
- Familia Desmostylidae

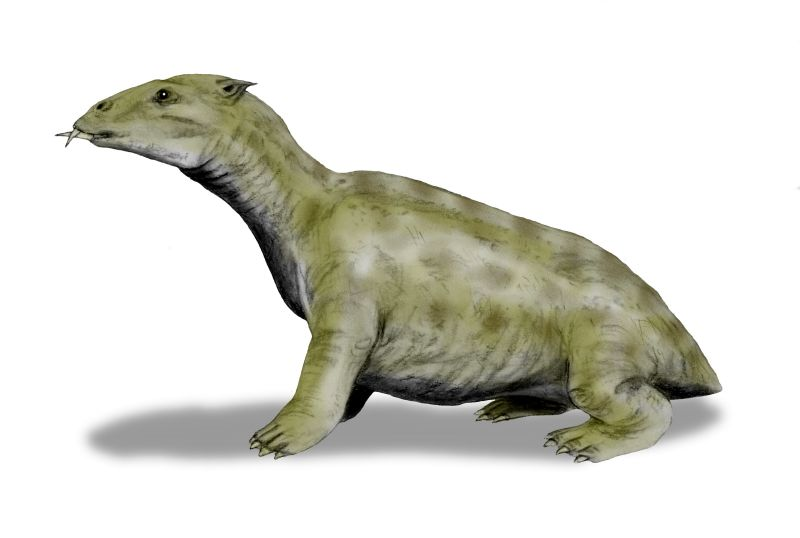
Desmostylus.

  - Género Behemotops Domning, Ray & McKenna, 1986
  - Género Desmostylus Marsh, 1888
  - Género Kronokotherium Pronina, 1957
  - Género Ounalashkastylus Chiba et al., 2016[3]
  - Género Seuku Beatty & Cockburn, 2015[4]
- Familia Paleoparadoxiidae
  - Género Archaeoparadoxia Barnes, 2013[5]
  - Género Ashoroa Inuzuka, 2000
  - Género Cornwallius Hay, 1923
  - Género Neoparadoxia Barnes, 2013
  - Género Paleoparadoxia Reinhart, 1959